# امیل مرسیه
امیل مرسیه (فرانسوی: Émile Mercier‎; ۱ ژانویهٔ ۱۹۰۰ – ۱ ژانویهٔ ۲۰۰۰) کماندار اهل فرانسه بود.